# Zarnik
Zarnik (bulgariska: Зарник) är ett distrikt i Bulgarien.   Det ligger i kommunen Obsjtina Kajnardzja och regionen Silistra, i den nordöstra delen av landet, 400 km öster om huvudstaden Sofia.
Trakten runt Zarnik består till största delen av jordbruksmark. Runt Zarnik är det glesbefolkat, med 14 invånare per kvadratkilometer.